# Ala-Buka
Ala-Buka (ryska: Ала-Бука) är en distriktshuvudort i Kirgizistan. Den ligger i oblastet Zjalal-Abad Oblusu, i den västra delen av landet, 300 km sydväst om huvudstaden Bisjkek. Ala-Buka ligger 1 250 meter över havet och antalet invånare är 10 813.
Terrängen runt Ala-Buka är kuperad åt nordväst, men åt sydost är den platt. Terrängen runt Ala-Buka sluttar söderut. Runt Ala-Buka är det ganska glesbefolkat, med 31 invånare per kvadratkilometer. Det finns inga andra samhällen i närheten. Trakten runt Ala-Buka består i huvudsak av gräsmarker.